# Olmillos de Valverde
Olmillos de Valverde es una localidad española perteneciente al municipio de Burganes de Valverde, en la provincia de Zamora, en la comunidad autónoma de Castilla y León.
Olmillos se encuentra situada a 17 kilómetros de Benavente, siendo una de las localidades bañadas por el río Tera. Su edificio más notorio es su iglesia parroquial, construida en 1969 para sustituir a la antigua que se derrumbó.
El 19 de abril celebran la denominada Pasquilla y el 15 de junio la festividad del Sagrado Corazón de Jesús. Además, el día 14 de septiembre se celebra la fiesta de la exaltación de la Santa Cruz, la fiesta grande del municipio.

## Clima y relieve
Predomina el clima extremado continental, de carácter árido y con un periodo de heladas amplio (de octubre a finales de abril), con bajas precipitaciones.
Respecto al relieve, Olmillos de Valverde tiene una altitud de 695 metros sobre el nivel del mar. El terreno se estructura en una serie de amplios valles en fondo plano, con interfluvios, donde aparecen claramente relieves tabulares (páramos) en donde los materiales geológicos blandos terciarios aparecen cubiertos por rañas pliocénicas.

## Geografía humana

### Demografía
| Gráfica de evolución demográfica de Olmillos de Valverde entre 1842 y 1877 |
| |
| Población de derecho según los censos de población del INE Población de hecho según los censos de población del INEEntre el censo de 1857 y el anterior, crece el término del municipio porque incorpora a 49029 (Burganes de Valverde) Entre el censo de 1887 y el anterior, este municipio desaparece porque cambia de nombre y aparece como el municipio 49029 (Burganes de Valverde) |

### Economía

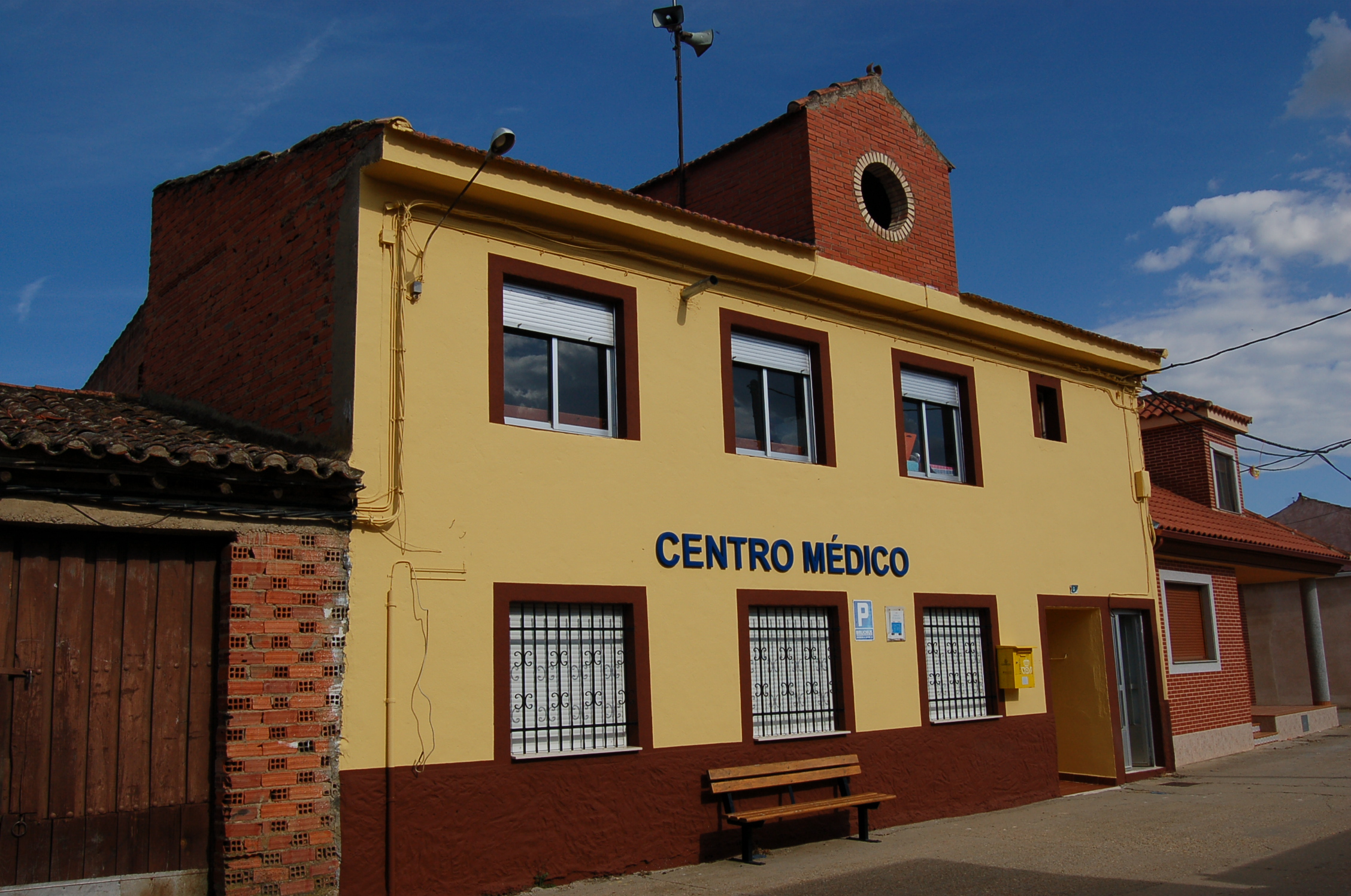
Centro médico

Mayoritariamente dedicada a la agricultura y la ganadería. Predomina el regadío respecto al secano gracias a la presencia del río Tera, aunque también cuenta con un extenso terreno dedicado al secano en las zonas altas, cercanas al monte. Pertenece a la indicación geográfica, con derecho a la mención vino de calidad, de Valles de Benavente.
En el tema de la ganadería, destaca el ganado ovino y vacuno.